# Gouvernement Ankvab II
Bganba 
Le gouvernement Ankvab II est le gouvernement de l'Abkhazie depuis le 24 avril 2020. 
Il est dirigé par le Premier ministre Alexandre Ankvab, et constitué de quinze autres ministres.

## Historique

### Formation
Le 22 mars 2020, Aslan Bjania remporte l'élection présidentielle abkhaze de 2020 dès le premier tour, recevant 58,9 % des voix dans un scrutin largement condamné par la communauté internationale pour son manque de légitimité.
L'ancien président Alexandre Ankvab, constitutionnellement trop âgé pour devenir à nouveau chef d'État, est nommé Premier ministre le 24 avril,. Celui-ci entreprend immédiatement une réorganisation massive du gouvernement abkhaze en augmentant le nombre de portefeuilles de 12 à 14 ministères (dont les nouveaux ministères de l'Éducation de la Politique linguistique, de la Santé, de la Sécurité sociale et de la Politique démographique, du Tourisme et de l'Agriculture). Une majorité des ministres sont des dignitaires politiques ayant occupé des postes sous les gouvernements de Khadjimba et d'Ankvab. Le délai apporté à la nomination complète du cabinet (Sergueï Chamba est nommé secrétaire du Conseil de sécurité nationale le 28 juillet, à la date limite imposée par la constitution abkhaze) mène certains journalistes à voir un conflit entre le président et son premier ministre.
Le secrétaire général du gouvernement est David Sangulia depuis le 4 septembre 2017.

## Composition
| Portefeuille                                                     | Nom | Nom                   | Parti        |
| ---------------------------------------------------------------- | --- | --------------------- | ------------ |
| Premier ministre                                                 |     | Alexandre Ankvab      | Aitaira      |
| Premier vice-Premier ministre Ministre de l'Agriculture          |     | Belsan Jopua          | Indépendant  |
| Vice-Premier ministre Ministre des Finances                      |     | Vladimir Delba        | Indépendant  |
| Vice-Premier ministre Ministre de l'Économie                     |     | Christina Ozgan       | Indépendante |
| Vice-Premier ministre                                            |     | Pustovalov Borisovich | Indépendant  |
| Ministre des Affaires intérieures                                |     | Dmitri Dbar           | Indépendant  |
| Ministre de la Santé                                             |     | Tamaz Tsakhnakia      | Indépendant  |
| Ministre des Affaires étrangères                                 |     | Daur Kove             | Indépendant  |
| Ministre de la Culture                                           |     | Gudisa Agrba          | Indépendant  |
| Ministre de la Défense                                           |     | Anua Ivanovitch       | Indépendant  |
| Ministre de l'Impôt et des Taxes                                 |     | Daur Kurmaziya        | Indépendant  |
| Ministre des Situations d'urgence                                |     | Lev Kvitsinia         | Indépendant  |
| Ministre de l'Éducation et de la Politique linguistique          |     | Inal Gablia           | Indépendant  |
| Ministre de la Sécurité sociale et de la Politique démographique |     | Ruslan Adzhba         | Indépendant  |
| Ministre du Tourisme                                             |     | Teimuraz Khishba      | Indépendant  |
| Ministre de la Justice                                           |     | Anri Bartsits         | Indépendant  |